# ティーヴィボックス
株式会社ティーヴィボックス（英称：TVBOX）は、テレビ番組・ビデオコンテンツの企画・制作を行う企業である。1990年2月1日設立。

## 概要
バラエティ番組や情報番組の制作を中心として海外取材が多い。海外の取材実績は80カ国を超えている。会社の基本理念は「早い! 凄い! 面白い!」で、様々な企画や工夫を凝らした番組作りを目指している。

## 所属スタッフ

### プロデューサー
- 星利也（代表取締役/演出）
- 三宅瑠衣子（取締役）
- 松浦あゆみ

### ディレクター
- 江種洋二（取締役）
- 中村慶（取締役）
- 前田愛美

## 主な番組作品
太字：現在放映中の番組

## 主要取引先
- NHK
- フジテレビジョン
- 日本テレビ放送網
- テレビ朝日
- テレビ東京
- TBSテレビ
- 毎日放送
- 山口放送
- 中京テレビ放送
- テレビ新潟放送網
- 東海テレビ放送
- BSフジ
- 旭化成